# Les Mantes religieuses (film)
Pour les articles homonymes, voir Mante religieuse (homonymie).
Pour plus de détails, voir Fiche technique et Distribution.
Les Mantes religieuses (Die Weibchen) est un film dramatique d'épouvante franco-italo-ouest-allemand réalisé par Zbyněk Brynych et sorti en 1970.

## Synopsis
La séduisante Eve, 24 ans, est épuisée et proche de la dépression nerveuse. Sur les conseils de son médecin, elle se rend à Bad Marein pour une cure de six semaines, où ce sont surtout des femmes, des « patientes sélectionnées » comme le promet la chauffeuse de taxi d'Eve, venues des quatre coins du monde, qui se reposent et se régénèrent dans le sanatorium du Dr Barbara. Sur place, il n'y a que peu d'hommes, comme le jardinier Adam, géant, édenté et défiguré par une longue cicatrice au visage. Un jour, Eve découvre avec horreur que les curistes féminines utilisent les messieurs présents uniquement pour leurs aventures sexuelles et les tuent après l'acte d'amour, comme une mante religieuse ou une veuve noire.
Le voyage d'horreur d'Eve commence lorsqu'elle découvre un jour dans un placard un homme avec un couteau dans le dos, qui faisait partie d'un groupe de trois personnes, des play-boys en herbe plutôt sordides de passage. Dès lors, elle veut enquêter comme une détective sur les événements très étranges qui se déroulent dans ce lieu sinistre et mettre en garde les messieurs qui ne se doutent de rien contre les femelles « dévoreuses d'hommes », mais on ne la croit pas. Même lorsque la police débarque en la personne d'un commissaire assez laconique et régulièrement alcoolisé, qui s'occupe des meurtres avec un engagement tout juste modéré (« J'ai trois meurtres par jour, ils doivent attendre leur tour »), les choses ne changent pas. Au fil de l'intrigue, il semble justement que l'émancipation ait détruit tout ce qu'il y avait de féminin chez les femmes et qu'elle ait fait naître à la place la bête en la femme... 

## Fiche technique
- Titre français : Les Mantes religieuses[1]
- Titre original allemand : Die Weibchen[2]
- Titre italien : Femmine carnivore[3]
- Réalisateur : Zbyněk Brynych
- Scénario : Manfred Purzer
- Photographie : Charly Steinberger (de)
- Montage : Sophie Mikorey
- Musique : Peter Thomas
- Production : Ludwig Waldleitner, Luigi Nannerini, Gérard Ducaux-Rupp, Nathan Wachsberger
- Société de production : Roxy Film (Munich), Copro Films (Rome), Capitole Films (Paris)
- Pays de production :  Allemagne de l'Ouest -  Italie -  France
- Langue originale : allemand
- Format : Couleurs - 1,66:1 - Son mono - 35 mm
- Durée : 90 minutes
- Genre : Drame de mœurs, film d'épouvante
- Dates de sortie :
  - Allemagne de l'Ouest : 22 décembre 1970
  - Italie : 2 juin 1972

## Distribution
- Uschi Glas : Eve
- Irina Demick : Anna
- Pascale Petit : Miriam
- Françoise Fabian : Astrid
- Giorgio Ardisson : Tommy
- Alain Noury : Johnny
- Gisela Fischer (de) : Dr. Barbara
- Anne-Marie Kuster : Dolly
- Judy Winter : Olga
- Tanja Gruber : Xenia
- Ruth Eder : Yvonne
- Brigitte Graf : Babette
- Klaus Dahlen : Leo
- Kurt Zips : Olaf
- Hans Korte : Commissaire
- Fred Coplan : Adam, le jardinier
- Karin Heske : Nouvelle venue
- Annemarie Wendl : Voyageuse en train

## Production
Les Mantes religieuses a été tourné à Franzensbad en Tchéquie (scènes extérieures) et à Munich en Allemagne de l'Ouest (scènes de studio). Le film a été présenté pour la première fois en Allemagne de l'Ouest le 22 décembre 1970.
Erwin Gitt a dirigé la production, les constructions du film ont été réalisées par Wolf Englert (de) et Bruno Monden. Sigi Rothemund assistait le réalisateur Zbyněk Brynych, Inge Ege-Grützner s'occupait des costumes et Milan Bor du son. Charly Steinberger (de) a tourné de nombreux plans sous des angles de caméra inhabituels (de préférence sous l'angle de la caméra fish-eye).
Uschi Glas s'est réjouie de pouvoir incarner pour la première fois dans ce film un nouveau type de femme et de jouer une « belle transformation ». En même temps, elle regrettait que le film n'ait jamais été un grand succès. 